# Llorenç Presas i Puig
Llorenç Presas i Puig (Sant Boi de Llobregat, 16 de desembre de 1811 - Barcelona, 16 de gener de 1875) fou un matemàtic, farmacèutic i astrònom català.
Fou el primer llicenciat en Ciències per la Universitat de Barcelona i es doctorà en Matemàtiques i Farmàcia. Fou catedràtic de Matemàtiques i d'Astronomia.
Es conta una anècdota prou expressiva de la seva pluridisciplinarietat: un examinador es va queixar del seu deficient castellà; com a resposta, va continuar l'examen en llatí.
Com a membre de la Reial Acadèmia de Ciències i Arts de Barcelona, fou comissionat pel claustre de la Universitat de Barcelona per anar a Perpinyà a observar científicament l'eclipsi de Sol del 8 de juliol de 1842 junt a François Arago.
El 28 de setembre de 1850 fou nomenat professor de Geometria analítica, Càlcul infinitesimal i Mecànica a l'Escola Industrial Barcelonesa, amb l'encàrrec de planificar i organitzar els ensenyaments d'aquest nou centre que s'inaugurà oficialment l'1 d'octubre de 1851. Presas fou nomenat catedràtic de Mecànica pura i aplicada explicada analíticamente, Geometria analítica i Càlcul infinitesimal. Malgrat que Presas fou un dels principals creadors del centre, Josep Roura i Estrada fou el director de la nova escola fins a l'any 1860.
El 1856 va inventar l'hidròmetre, també anomenat assajador o unitat fontanera.

## Obres
- Asignatura de matemàticas sublimes: programa que ha formado el profesor de dicha asignatura D. Lorenzo Presas y Puig para la enseñanza de la misma en el curso de 1847 a 1848... (1847) (castellà)
- Asignatura de mecànica racional: programa que ha formado el profesor de dicha asignatura D. Lorenzo Presas y Puig para la enseñanza de la misma en el curso de 1847 a 1848... (1847) (castellà)
- Plano del término de San Martín de Provensals (1853) (castellà)
- Remey que mata la malura de las viñas (1854) (català)
- Guerra a muerte al Cólera Morbo Asiàtico y al Oidium Tuckery (1855) (castellà)
- Càlculos (1856) (castellà)
- Hydrometro (1856) (castellà)
- Eclipse del sol de 18 de julio de 1860: observado en Oropesa por una reunión de catalanes (1861) (castellà)
- Atracción atómica: ó sea atracción considerada en los átomos simples y compuestos de los cuerpos (1862) (castellà)
- Lecciones de trigonometría y álgebra superior: curso de 1863 á 64 (1863) (castellà)
- Lecciones de geometría analítica: curso de 1864 a 65 (1864) (castellà)
- Sistema natural de cristalización (1872-73) (castellà)

## Reconeixements
- Una plaça de Sant Boi de Llobregat duu el seu nom.[10][11]
- Dintre dels Premis de Reconeixement Cultural del Baix Llobregat concedits pel Centre d’Estudis Comarcals del Baix Llobregat, el guardó de la categoria de Recerca duu el seu nom.[12]